# Velika marakuja
Velika marakuja (gorostasna granadila, lat. Passiflora quadrangularis) je biljna vrsta iz porodice Passifloraceae. Domovina joj je tropsko područje Amerike.
Na engleskom se još zove "velika granadilla" (Giant Granadilla) i "veliki tumbo" (eng. Giant Tumbo), na španjolskom badea (baˈðe.a).
Najveća je od svih vrsta marakuja, biljki iz roda Passiflora. Cjelogodišnja je biljka. Glatkih je, srcolikih, jajolikih i šiljastih listova. Peteljka ima 4 do 6 žlijezda. Korijen ima svojstva sredstva za povraćanje i narkotika. Cvjetovi su mirisni. Plod je dug i duguljast, sadrži brojne sjemenke koje su se smjestile u kiselkastoj jestivoj pulpi.
Badeu se uzgaja i u staklenicima. Voćke drugih vrsta Passiflora se također jede. Na Karibima je Passiflora laurifolia znana kao "vodeni limun" a Passiflora maliformis kao "slatki kalabaš".
Od badee se može praviti voćni sok.
Na Trinidadu je poznata pod imenom barbadine. Od njenih listova se pravi čaj kojeg se primjenjuje kod visokog krvnog tlaka i šećerne bolesti. Od ove voćke se radi napitak i sladoled.